# لوتار، پادشاه فرانک باختری
لوتار (زاده ۹۴۱ - درگذشتهٔ ۱ مارس ۹۸۶) پادشاه فرانک باختری از ۹۵۴ تا زمان مرگش بود.

## زندگی‌نامه
از دودمان کارولنژی‌ها و پسر لوئی چهارم از همسرش گربرگا بود. او در ۹۵۴ هنگامی که سیزده سال داشت به جای پدر بر تخت نشست و سرپرستی پادشاهی را هوگوی بزرگ از آن خود کرد.
سالهای آغازین پادشاهی هم‌زمان با نبرد با زیردستانی چون دوک نرماندی بود که از پیروی از دربار سرباز زده بودند. در ۹۵۹ که هوگوی بزرگ و لوتار شهر پواتیه را در محاصره داشتند، هوگو درگذشت و چندی پس از آن لوتار چایگاه پدر را به پسرش هوگو کاپه سپرد و به پسر دیگرش بورگوندی را واگذار کرد. این هوگو کاپه در آینده دودمان پادشاهی کاپتی‌ها را بنیاد گذارد.
در ۹۶۲ با درگذشت کنت فلاندر و بر پایه وصیت او، سرزمینش به لوتار واگذار شد. لوتار در بهار ۹۷۸ در اندیشه بازپس‌گیری لوران که در زیر فرمان خویشاوندش اوتوی دوم، امپراتور مقدس روم بود افتاد و به این شهر دست یازید؛ ولی در پاییز همان سال به تلافی این کار لوتار، اوتوی دوم به فرانسه تاخت و بخش‌هایی از این کشور را ویران کرد؛ ولی در ۹۸۰ سرانجام این دو با هم آشتی کردند و حتی سه سال پس از آن با مرگ اوتو، لوتار به سرپرستی پسر او، اوتوی سوم، امپراتور مقدس روم برگزیده شد.
چندی دیگر لوتار به دشمنی با هوگو کاپه پرداخت. در ۹۸۵ هنگامی که فرمانروای خلیفه قرطبه منصور بن ابی عامر کنت‌نشین بارسلون را تاراج کرد، لوتار درخواست یاری کنت بورل دوم را نپذیرفت و این پایانی بر پیوند میان اسپانیا و جانشینان لوتار بود.
لوتار در ۱ مارس۹۸۶ درگذشت.